# Ib Mossin
Ib Erik Mossin (født 3. juli 1933 på Frederiksberg, død 17. december 2004 i København) var en dansk skuespiller, manuskriptforfatter og instruktør.

## Opvækst
Ib Mossin var søn af Erik Mossin og Ragnhild Christiansen. Han blev født på Frederiksberg, men voksede op i Thy hos moren og en stedfar. Som stor dreng arbejdede han på en fiskekutter i Thyborøn. Da stedfaren døde i 1951, flyttede Mossin til København. Han læste hos skuespiller Einar Juhl og havde sideløbende småjobs og tog hyre på et skib. Efter hjemkomst fik han job i Palladium-biografen og fik job som statist på Nordisk Film.

## Skuespilkarriere
Mossin begyndte i 1953 på Privatteatrenes Elevskole og fik samme år sin første større rolle i Lau Lauritzen jr.'s film Farlig Ungdom i 1953, hvor han spillede maskinlærlingen Egon. Filmen modtog Bodilprisen for bedste danske film, og rollen blev et gennembrud for Mossin. Fra 1953 medvirkede Mossin i den populære filmserie Far til Fire, hvor han spillede rollen som Søs' kæreste Peter. Rollen gjorde Mossin særdeles kendt og populær. Han medvirkede i 1950'erne i flere af de populære Morten Korch-film (bl.a. Fløjtespilleren, Flintesønnerne og Vagabonderne på Bakkegården), og han spillede også med i den mere alvorlige film Bundfald (1957), hvor han spillede trækkerdrengen Anton.
Mossin var en glimrende sanger og sang i mange af sine film, herunder sangene "Bornholm, Bornholm, Bornholm" (Far til fire på Bornholm) og "Du er min øjesten" (med Peter Malberg), hvilken sang han genindspillede i 2003 med Richard Ragnvald. Han optrådte endvidere i cabaretten "La Blonde" i Tivoli.
Han var medinstruktør med Alice O'Fredericks på Morten Korch-filmene Kampen om Næsbygaard, Krybskytterne på Næsbygaard og Brødrene på Uglegaarden. Efter samarbejdet med Alice O'Fredricks instruerede han bl.a. socialdramet Stormvarsel (1968) samt Far til fire i højt humør (1971) og dernæst tre film baseret på Morten Korchs romaner og i 1976 hans sidste film som instruktør, komedien Brandbørge rykker ud.  
Han havde fra midten af 1970'erne en række roller i danske film, herunder i de to erotiske Agent 69 Jensen-film, men også i seriøse film og tv-roller, herunder i Johnny Larsen, Det parallelle lig og Forræderne samt i tv-serien Matador, hvor han spillede en nazist.

## Privat
Mossin blev i 1955 gift med skuespillerinden Anne-Marie Juhl, som han havde mødt på Riddersalen, hvor de begge optrådte.

## Filmografi

### Som skuespiller
- Farlig ungdom (1953)
- Far til fire (1953)
- Fløjtespilleren (1953)
- Far til fire i sneen (1954)
- Far til fire på landet (1955)
- Far til fire i byen (1955)
- Flintesønnerne (1956)
- Bundfald (1957)
- Far til fire og onkel Sofus (1957)
- Far til fire og ulveungerne (1958)
- Vagabonderne på Bakkegården (1958)
- Far til fire på Bornholm (1959)
- Sømand i knibe (1960)
- Det skete på Møllegården (1960)
- Jetpiloter (1961)
- Far til fire med fuld musik (1961)
- Der brænder en ild (1963)
- Sikke'n familie (1963)
- Kampen om Næsbygaard (1964)
- Næsbygaards arving  (1965)
- Krybskytterne på Næsbygaard (1965)
- Brødrene på Uglegården (1967)
- Det var en lørdag aften (1968)
- Uden en trævl  (1968)
- Tykke Olsen (tv-film) (1971)
- De svenske vildkatte (1972)
- Sønnen fra Vingården (1975)
- En ægtemand (tv-film) (1976)
- Den dobbelte mand (1976)
- I Løvens tegn (1976)
- Agent 69 Jensen i Skorpionens tegn (1977)
- Familien Gyldenkål vinder valget (1977)
- En by i provinsen (tv-serie, afsnit Den skødesløse politimand) (1978)
- Agent 69 Jensen i Skyttens tegn (1978)
- Nedrykning (tv-film) (1979)
- Johnny Larsen (1979)
- Matador (tv-serie, afsnit Hen til kommoden (1979) og Den 11. time (1981))
- Strejferne (tv-film) (1980)
- Det parallelle lig (1982)
- Forræderne (1983)
- Ugeavisen (tv-serie, afsnit 23 og 28) (1991)
- Ved Stillebækken (tv-serie) (1999-2000)

### Som instruktør
- Kampen om Næsbygaard (1964)
- Krybskytterne på Næsbygaard (1965)
- Brødrene på Uglegården (1967)
- Stormvarsel (1968)
- Far til fire i højt humør (1971)
- Manden på Svanegården  (1972)
- Fætrene på Torndal (1973)
- Sønnen fra Vingården (1975)
- Brand-Børge rykker ud (1976)